# Bismar Acosta
Bismar Gilberto Acosta Evans (Limón, 19 de diciembre de 1986) es un futbolista costarricense que juega como defensa central. Acosta pasó ocho años en la liga costarricense, sobre todo con el Herediano. Pasó luego al extranjero para unirse al Start noruego en enero de 2013, y posteriormente al SK Brann, también en Noruega, en marzo de 2015.El 2 de febrero de 2021 hizo su regresó al fútbol costarricense con el Club Sport Cartaginés, actualmente se encuentra jugando para el Pitbulls F.C. club que se encuentra en la tercera división de Costa Rica.

## Trayectoria

### A.D Santacruceña
En 2005 jugó para la Santacruceña para cuando el club ascendió a la Primera División de Costa Rica por intermedio de la Liga Ascenso de 2005, logrando obtener el título de ascenso venciendo ante el Fusión Tibás con el marcador global 4-2.

### A.D San Carlos
Al disolverse la A.D Santacruceña, Acosta jugó para el A.D San Carlos, su debut como futbolista profesional en la máxima categoría costarricense se dio el 5 de agosto de 2007 contra el Deportivo Saprissa, disputó como jugador titular, jugando todo el partido en la victoria 2-0.

### C.S Herediano
En 2008 llegó a un acuerdo con el C.S Herediano. Con los rojiamarillos disputó la Liga de Campeones de la Concacaf 2009-10, en el que se enfrentó ante el C.F Cruz Azul teniendo participación de 90 minutos en los juegos de ida y vuelta, finalmente el equipo rojiamarillo quedó eliminado con el marcador global 2-6. Durante tres temporadas con los florenses, Acosta sumó entre 78 partidos, acumulando 2 anotaciones. 

### Belén FC
El 1 de julio de 2011, firmó con el Belén FC, en su primera temporada con los belemitas participó en 40 ocasiones entre el Torneo Invierno 2011 y el Torneo Verano 2012, en la que jugó todos los partidos. Para la temporada 2012-13, Acosta fue el capitán del equipo, disputando la mayoría de minutos en cada compromiso. Con el cuadro belemita disputó 61 partidos con 4 anotaciones. 

### IK Start Kristiansand
El 26 de enero de 2013, el IK Start de Noruega anunció que habían fichado a Acosta, quien pactó con el club para los subsiguientes tres años. Fue presentado a la prensa dos días después y se anunció que había optado por vestir la camiseta con el número 15. Hizo su debut en Eliteserien el 17 de marzo, comenzando con una victoria de 3-2 en casa contra el Hønefoss. El 11 de agosto anotó su primer gol en la máxima división local, con la victoria de 1-3 ante el Vålerenga. Cerró la primera temporada con 32 partidos y 4 goles, entre liga y copa. Sumando los del segundo año, es decir,28 partidos y 3 goles en las mismas competiciones, sumó 60 partidos y 7 goles para el IK Start.

### SK Brann
El 27 de marzo de 2015, el SK Brann anunció que habían fichado a Acosta por completo, y el jugador firmó un contrato de tres años con su nuevo club. Debutó en la primera división el 6 de abril, jugando de titular en el empate 1-1 en Fredrikstad. El 7 de junio apuntó su primer gol, contribuyendo a la victoria en casa de 2-3 ante el Åsane. El 21 de octubre de 2015, en virtud de la victoria del Sogndal sobre Kristiansund BK en la recuperación de la jornada 27 del campeonato, Brann ganó matemáticamente su ascenso a Eliteserien a dos jornadas del final de la temporada. Acosta suma 32 partidos y un gol esa temporada, entre liga y copa.
El 24 de octubre de 2016 recibió la nominación como mejor defensa de la liga para el premio Kniksen, pero fue otorgado a Jonas Svensson. El 28 de octubre renovó el contrato que le unía a Brann hasta el 31 de diciembre de 2019. El 4 de marzo de 2019 prorrogó aún más el contrato con Brann, hasta el 31 de diciembre de 2021. El 2 de febrero de 2021 rescindió el contrato que lo vinculaba al club. El mismo día regresó a Costa Rica, para jugar con el C.S Cartaginés.

### C.S Cartaginés
Regresó a suelo costarricense firmando con el C.S Cartaginés, en el que se mantuvo por dos temporadas, disputando un total de 16 encuentros. Su debut se produjo el 21 de febrero de 2021, contra la L.D Alajuelense, Acosta fue titular en el encuentro pero fue expulsado al minuto 32, el equipo brumoso empató ante los rojinegros 1-1. El 4 de enero de 2022 se desvinculó del C.S Cartaginés.

### Fútbol Consultans Desamparados
Después de su paso por el C.S. Cartaginés, Acosta se unió al Fútbol Consultants Desamparados de la Segunda división de Costa Rica el 31 de agosto de 2023, donde no jugó ningún partido. El 1 de enero de 2024 se desvinculó del Fútbol Consultans Desamparados.

### Pitbulls FC
Después de dejar su antiguo club, donde no tuvo mayor éxito, se unió al Pitbulls F.C de la Tercera División de Costa Rica el 1 de julio de 2024, equipo en el que se encuentra jugando actualmente

## Selección nacional
Debutó con la selección de Costa Rica en un partido amistoso en octubre de 2010 en contra de Perú, ingresó de cambio al minuto 46 en la parte complementaria, el conjunto costarricense perdió 2-0. Desde enero de 2014, ha jugado un total de 8 partidos, sin marcar anotaciones. Ha representado a Costa Rica en 2 partidos de clasificación para la Copa Mundial de Fútbol.

## Clubes
| Club                  | País       | Año       |
| --------------------- | ---------- | --------- |
| A.D Santacruceña      | Costa Rica | 2005-2007 |
| A.D San Carlos        | Costa Rica | 2007-2008 |
| C.S Herediano         | Costa Rica | 2008-2011 |
| Belén FC              | Costa Rica | 2011-2013 |
| IK Start Kristiansand | Noruega    | 2013-2015 |
| SK Brann Bergen       | Noruega    | 2015-2020 |
| Club Sport Cartaginés | Costa Rica | 2021-2022 |

## Palmarés

### Títulos nacionales
| Título                         | Equipo           | País       | Año  |
| ------------------------------ | ---------------- | ---------- | ---- |
| Segunda División de Costa Rica | A.D Santacruceña | Costa Rica | 2005 |